# Sơn Dương, Tiêu Tác
Sơn Dương (chữ Hán giản thể: 山阳区, Hán Việt: Sơn Dương khu) là một quận thuộc địa cấp thị Tiêu Tác (chữ Hán giản thể:焦作市), tỉnh Hà Nam, Cộng hòa Nhân dân Trung Hoa. Quận này có diện tích 740.000 km2, dân số năm 2002 là 250.000 người. 

## Hành chính
Quận Sơn Dương được chia ra các đơn vị hành chính gồm 10 nhai đạo: Đông Phương Hồng, Tiêu Đông, Bách Gian Phòng, Nghệ Tân, Định Hoà, Thái Hành, Quang Á, Tân Thành, Trung Tinh và Lý Vạn.